# Ariel Helwani
Ariel Helwani (* 8. Juli 1982) ist ein kanadischer Mixed-Martial-Arts-Reporter.

## Karriere
Helwani begann seine Karriere im Jahr 2006. Er arbeitete für Fox Sports, NBC Sports, sowie das Newsportal MMA Fighting und ist Vorstandsmitglied der MMA Journalists Association. Für seine Pionierarbeit, Berichterstattung in einem relativ jungen Sport zu betreiben, wurde er bei den World MMA Awards 2010, 2011, 2012, 2013, 2014, 2015, 2016, 2017 und 2018 mit dem Titel „MMA Journalist des Jahres“ geehrt.
2016 kam Helwani ins Kreuzfeuer der MMA-Organisation UFC, als er auf Twitter einen Kampf zwischen Brock Lesnar und Mark Hunt noch vor der Organisation selbst ankündigte. Die Organisation drohte Helwani mit einem lebenslangen Bann zur Berichterstattung eigener Veranstaltungen, musste letztlich allerdings einlenken.
Seit 2018 arbeitet er für den US-amerikanischen Sportsender ESPN.